# Dracula père et fils
Drácula: padre e hijo (en francés: Dracula: père et fils), es una película cómica francesa estrenada en 1976; producida por Hammer Productions, dirigida por Édouard Molinaro y protagonizada por Christopher Lee como el Conde Drácula y Bernard Ménez como su hijo Ferdinand.

## Argumento
Obligados a abandonar su castillo natal en Rumania debido al régimen comunista, padre e hijo vampiros deciden escapar a través de la Cortina de Hierro pero durante el viaje terminan perdiéndose. Mientras que el padre llega a Inglaterra y se convierte en un popular actor de películas de terror, el hijo aterriza en Francia, donde sufre todos los malos tratos infligidos a los trabajadores inmigrantes. Cada uno está convencido de que nunca volverá a verse, pero por casualidad se encuentran en el plató de la nueva película de su padre que se está rodando en Francia. La alegría de haberse encontrado se convierte en odio al encontrarse ambos enamorados de la misma mujer.

## Reparto
- Christopher Lee como el Conde Drácula: Señor de las tinieblas.
- Bernard Ménez como Ferdinand: hijo del Conde Drácula.
- Marie-Hélène Breillat como Nicole: